# Lucien Falize
Lucien Falize, né à Paris le 4 août 1839 et mort le 4 septembre 1897, est un joaillier, écrivain et critique d'art français.
Précurseur du mouvement Art nouveau, il est connu pour ses objets d'art richement ornés qu'il a produit avec sa maison Falize.

## Les premières années
Lucien est un enfant sérieux et assidu qui prévoyait de fréquenter l'École centrale des arts et manufactures avant que son père, Alexis, n'annonce qu'il deviendrait un futur associé dans son entreprise relativement jeune, la maison Falize. En 1856, il entame un apprentissage chez son père, où il apprend rapidement assez pour superviser la conception et la fabrication des pièces créées dans l'atelier. Ses études se poursuivent rapidement, alors que Lucien Falize trouve sa passion, et en 1869, lors de l'exposition de l'Union centrale des beaux-arts appliqués à l'industrie, il reçoit une médaille de première classe en tant que coopérateur. Deux ans plus tard, il devient associé à part entière et reprend l'entreprise en 1876.
La même année, Lucien épouse Louise Clémentine Poulard (1850-1914), avec qui il a trois fils : André Alexis Eugène (1872-1936), Jean Henri Lucien (1874-1948) et Pierre Isidore (1875-1953). Bien qu'il y ait peu de preuves de tendresse et de passion entre eux, il est un père dévoué, concevant et fabriquant des montres en argent individuelles pour chacune de la première communion de ses enfants[réf. nécessaire].

## Carrière artistique

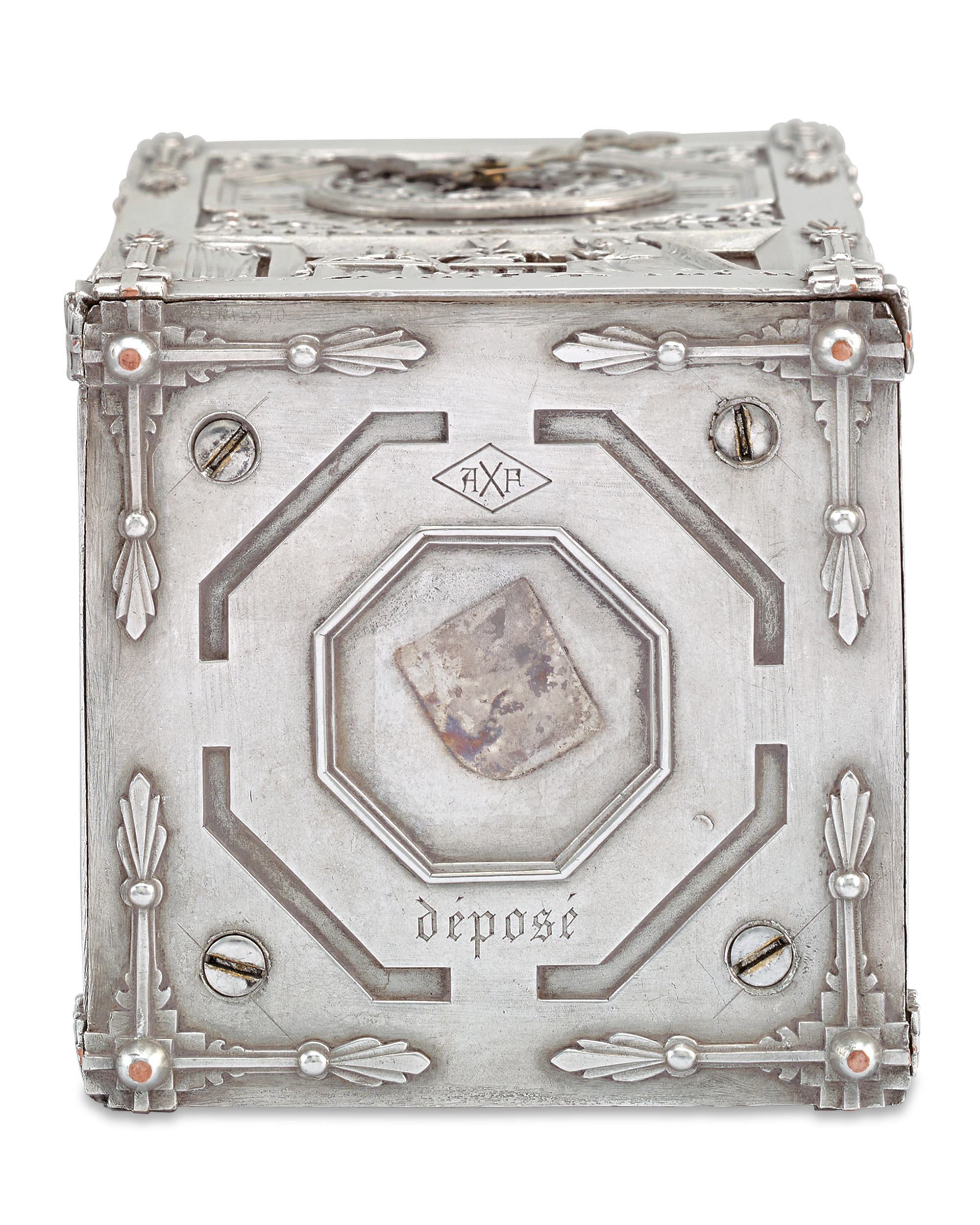
Marque de la maison Falize, vers 1878-1880.

Lucien Falize est fortement influencé par ses visites à Londres en 1861 et 1862, où il se rend à la National Gallery, à l'abbaye de Westminster et au Crystal Palace. Il est frappé par les expositions chinoises, indiennes, assyriennes et égyptiennes et, à l'Exposition universelle de 1862, il est impressionné par les laques orientales, les émaux, les bronzes, les gravures et les faïences provenant de la collection de Rutherford Alcock.
En raison de ses liens avec l'entreprise, Falize n'a pu se rendre au Japon, mais sa passion pour l'Orient commence à se manifester à travers ses créations. Des pendentifs, des bracelets, des colliers et des broches d'inspiration orientale commencent à apparaître. Ceux-ci sont émaillés et parés de couleurs vives et opaques, et ornés de délicates scènes naturelles ou animalières. Lucien Falize visite également la collection Campana au musée du Louvre, où il admire un certain nombre d'objets, et est influencé par le trésor d'objets médiévaux, de la Renaissance, assyriens, égyptiens et byzantins.
Jusqu'à sa mort des suites d'un accident vasculaire cérébral en 1897, il continue de produire des créations originales pour la vente publique et les commandes privées. Il est déterminé à faire de la maison de joaillerie Falize un succès commercial, en collaborant avec d'autres créateurs établis comme Germain Bapst, avec qui il s'associe de 1880 à 1892. Il est également un écrivain et critique d'art prolifique, et publie souvent sous son pseudonyme de « Monsieur Josse » dans les revues d'arts décoratifs de l'époque.
Lucien Falize s'est également impliqué dans l'Union centrale des beaux-arts appliqués à l'industrie tout au long de sa carrière. Il croit fermement à l'importance de fournir une formation appropriée aux futurs artisans, il soumet des plans d'expositions techniques et fait don de prototypes. La maison Falize participe également à plusieurs concours et expositions universelles, et il se voit décerner de nombreuses distinctions et postes honorifiques tout au long de sa carrière.
Souvent frustré par la nécessité d'obtenir un succès commercial aussi bien qu'un succès critique, Lucien Falize déclare dans une lettre à son fils André en avril 1896 : « une grande entreprise ne peut survivre avec des œuvres d'art seules ».
Son ami, le joaillier et collectionneur Henri Vever, a dit à propos de lui :

« Comment il aurait aimé vivre… au temps des Médicis, libéré des lourdes charges commerciales et uniquement préoccupé par la création de belles œuvres. »

## Expositions et récompenses

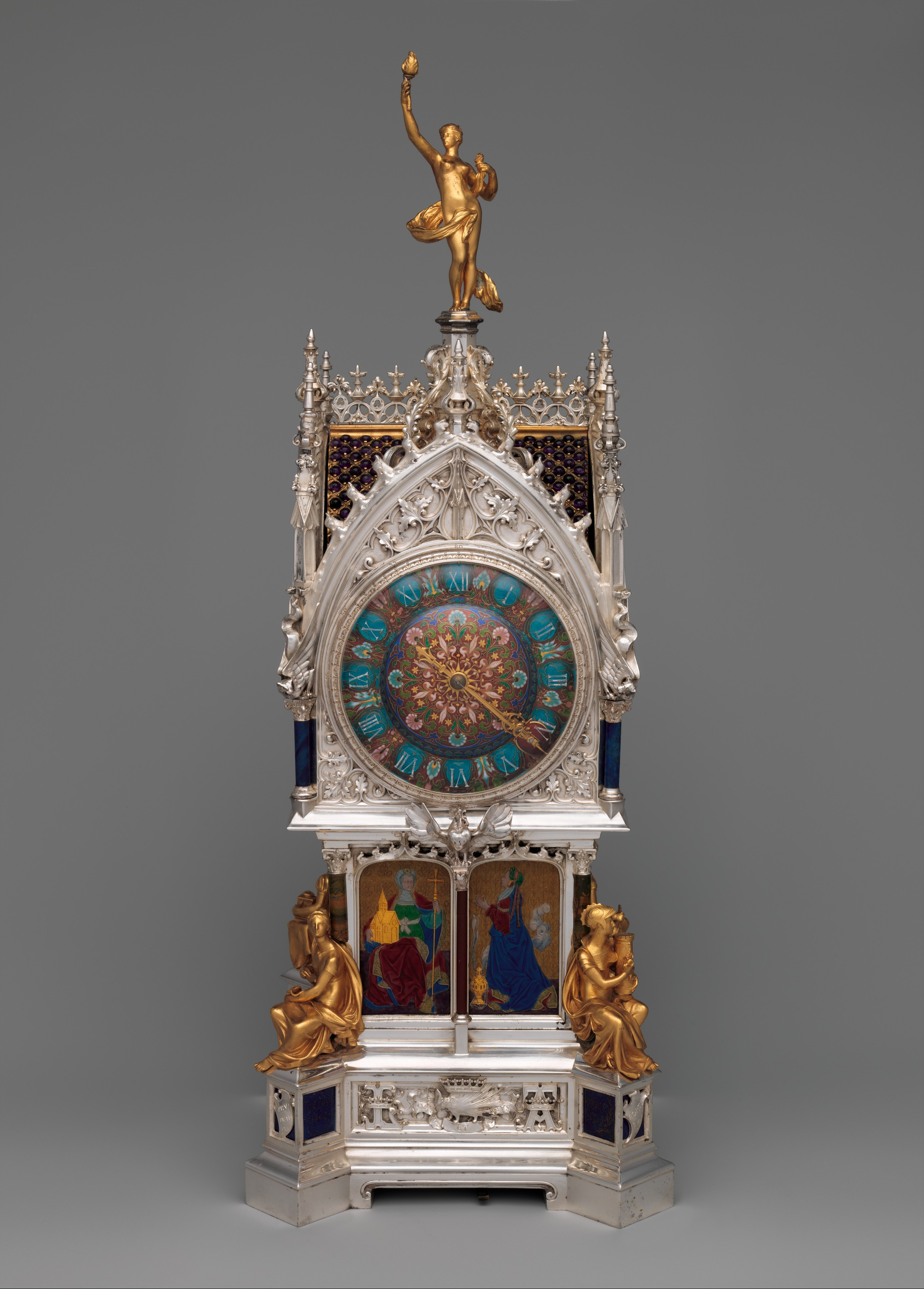
Horloge de table néo-gothique avec calendrier (1881), en collaboration avec Léon Chédeville, exposée à l'Exposition universelle de 1889. New York, Metropolitan Museum of Art.

- 1869 : Union centrale des beaux-arts appliqués à l'industrie. Récompensé d'une médaille de première classe en tant que coopérateur.
- 1876 : Union centrale des beaux-arts appliqués à l'industrie. En tant que membre du jury et reporter officiel, Lucien Falize est hors-concours.
- 1877 : exposition d'Amsterdam. Il y représente la France avec Alfred Darcel.
- 1878 : Exposition universelle à Paris[5]. Récompensé d'un grand prix, il reçoit la Légion d'honneur.
- 1880 : Les Arts du métal à l'Union centrale.
- 1889 : Exposition universelle à Paris[6]. Journaliste officiel de la section orfèvre, il est hors-concours et est promu officier de la Légion d'honneur.
- 1896 : Salon des Champs-Élysées. Le hanap (gobelet à couvercle) émaillé à l'or de Lucien Falize est salué comme un chef-d'œuvre technique[7].

## Commanditaires
- Alfred Morrison (1821-1897), deuxième fils de James Morrison, le fondateur de la société Morrison, Dillon & Co qui deviendra la Fore Street Limited Liability Company.
- Gaston de Galard de Béarn, prince de Viana (1840-1893) : l'un des plus éminents mécènes de Lucien Falize.
- Les frères Pereire, Émile et Isaac, éminents promoteurs immobiliers et financiers.
- La marquise Marie-Louise Arconati-Visconti (1840-1923), fille d'Alphonse Peyrat.
- Édouard Corroyer (1837-1904), architecte et élève de Viollet-le-Duc.
- La princesse Marie-Lætitia Bonaparte, petite-nièce de Napoléon Ier.
- Le tsar Nicolas II (1868-1918) et son épouse, l'impératrice Alexandra Feodorovna (1872-1918).
- La reine Marie (1875-1938) et le roi Ferdinand Ier (1865-1927) de Roumanie.
- Le prince Alfred (1844-1900), duc d'Édimbourg et Saxe-Cobourg-Gotha, fils de la reine Victoria.
- Plusieurs clubs sportifs en France ont fait appel à Falize pour créer des sculptures, des baromètres et des horloges, comme le Jockey Club, la Société du Yacht Club, la Société des steeple-chases.

Œuvres de Lucien Falize
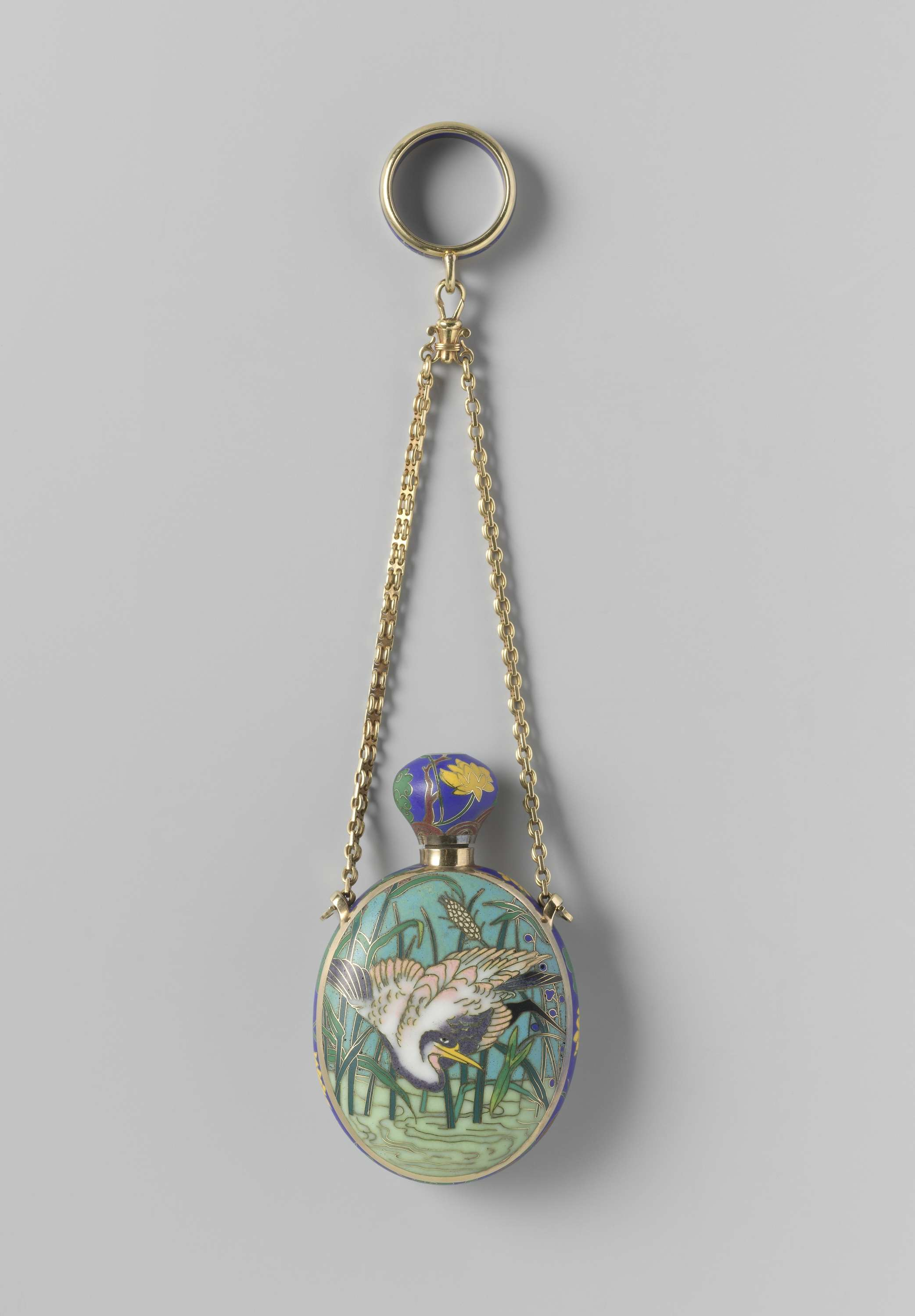
Bouteille à sels (vers 1867-1870), Amsterdam, Rijksmuseum.
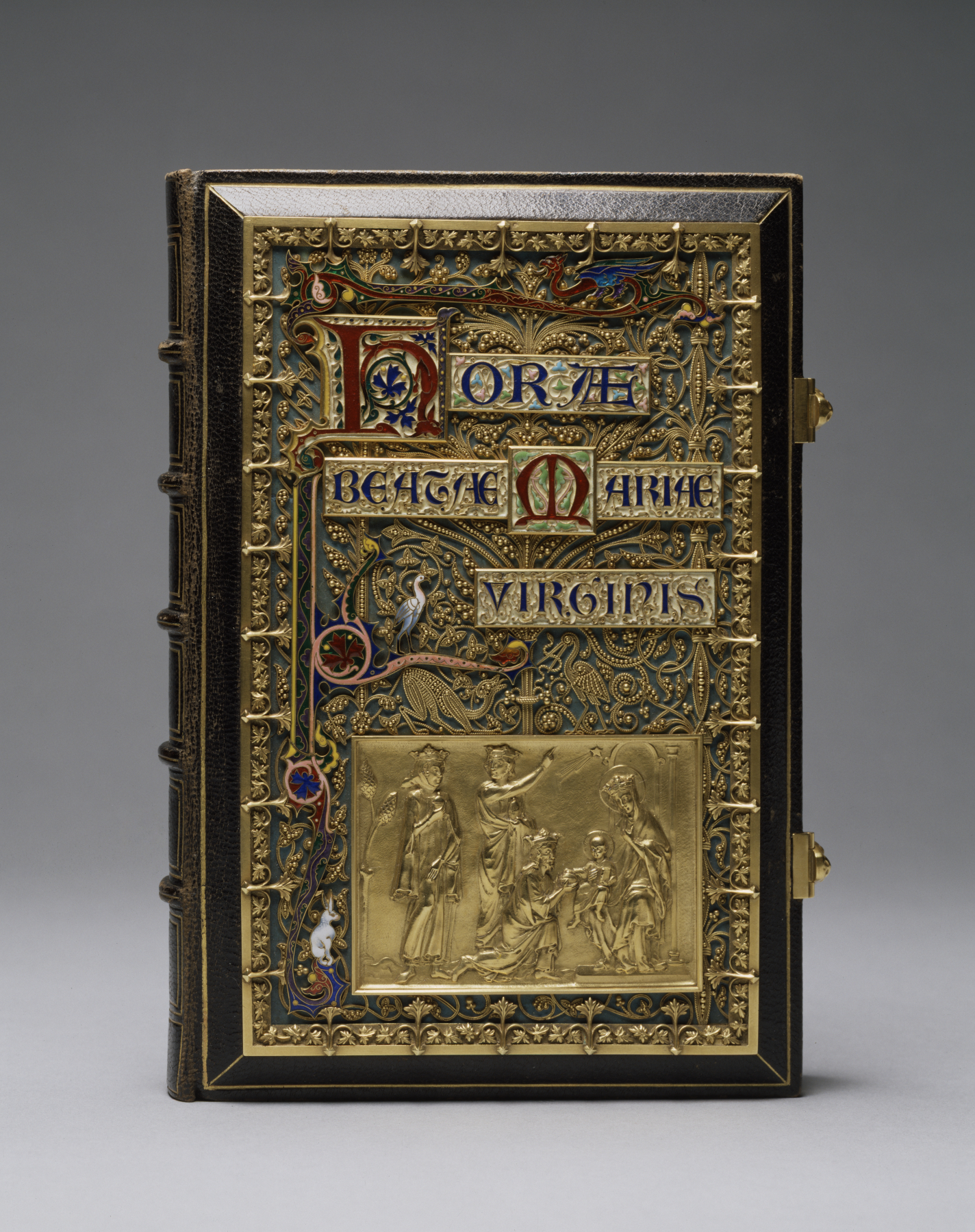
Reliure pour un livre d'heures (1870), Baltimore, Walters Art Museum.
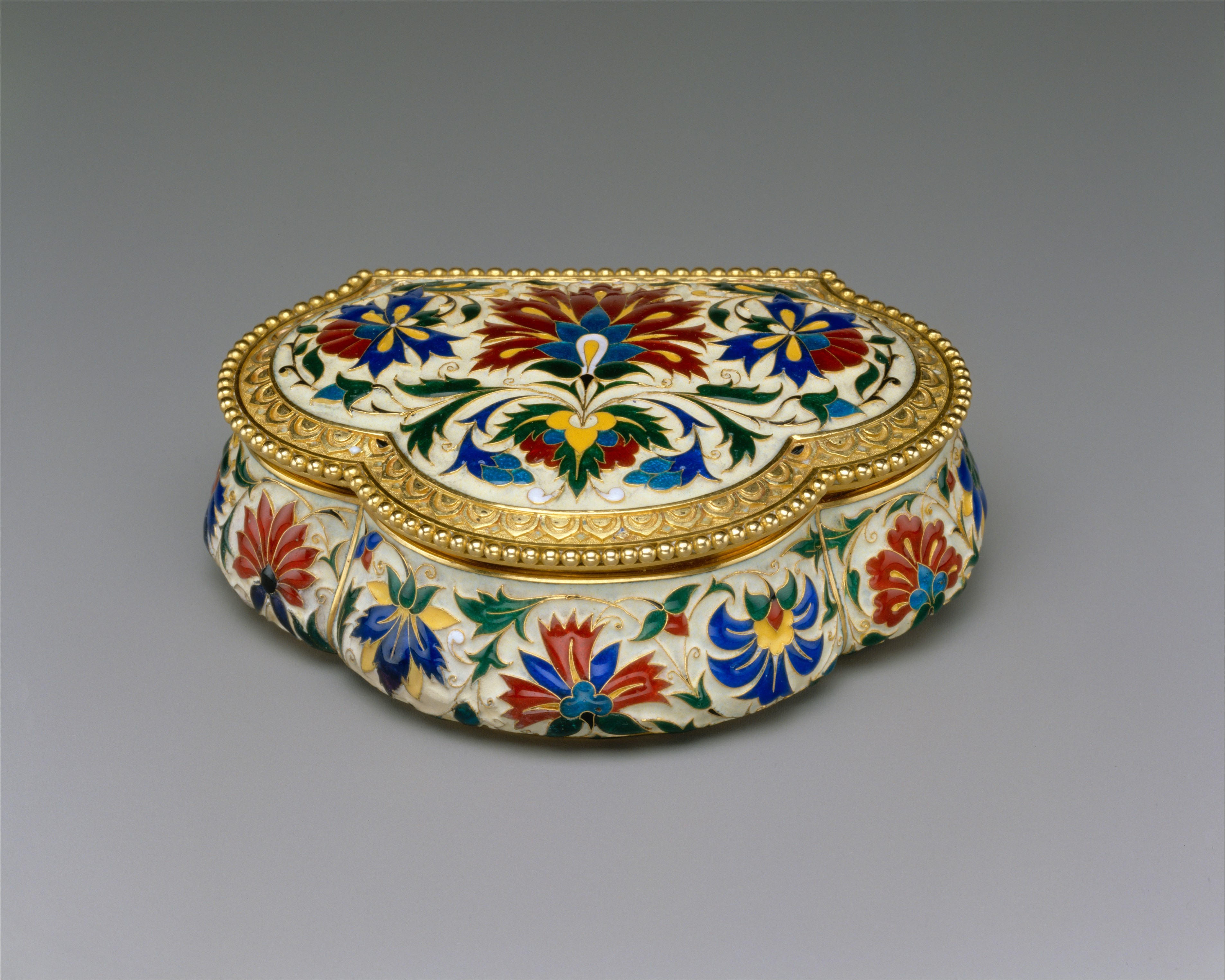
Boîte (1875), New York, Metropolitan Museum of Art.
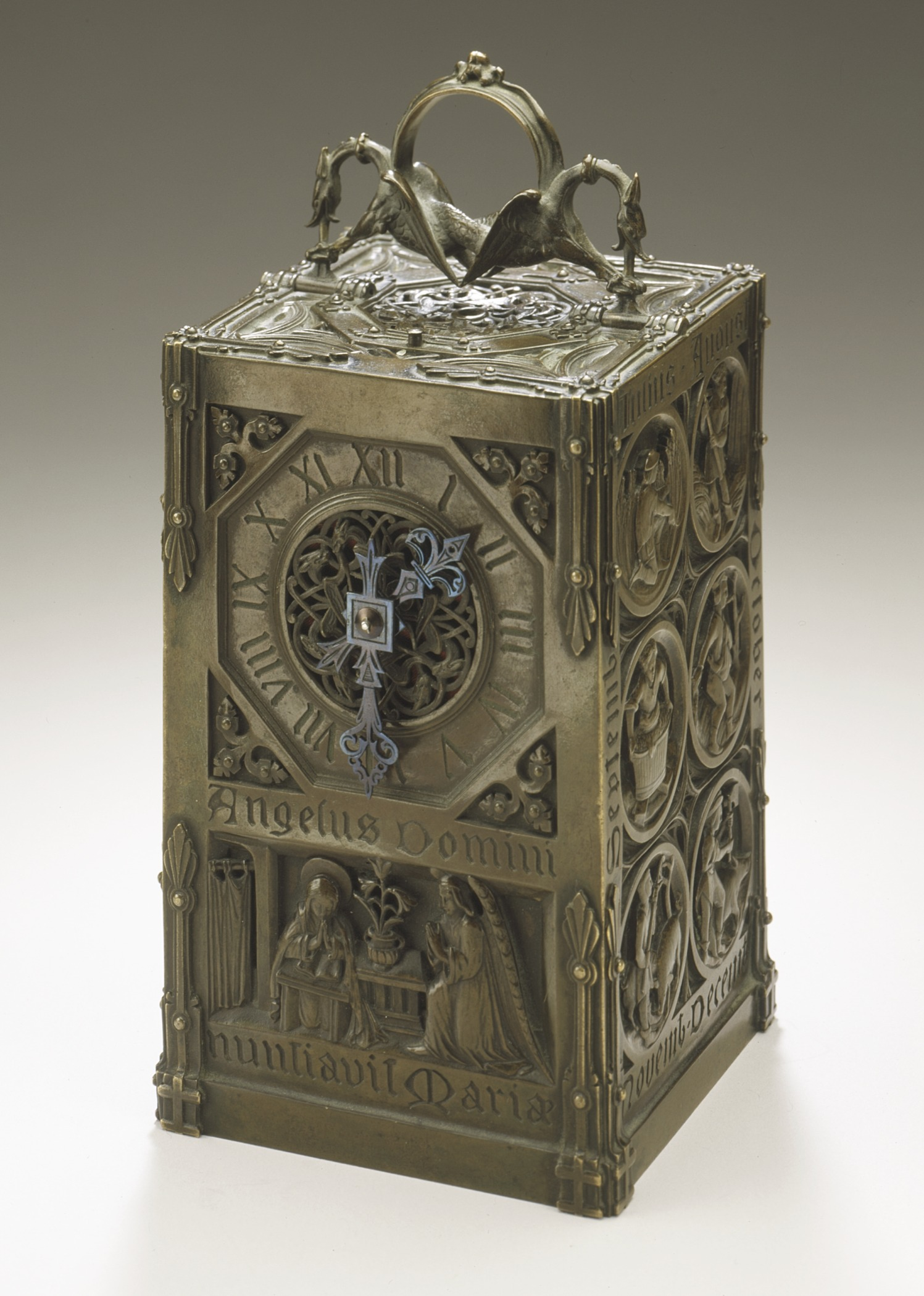
Horloge de voyage (1878), Los Angeles, musée d'Art du comté de Los Angeles.
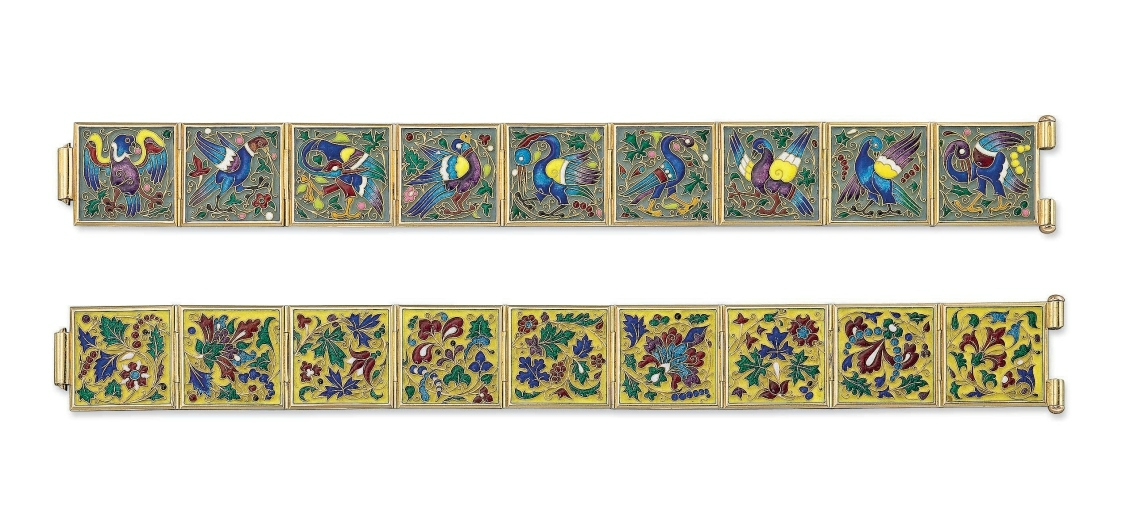
Bracelet d'influence persane (1881), localisation inconnue.